# Kitumbeine
Der Kitumbeine (auch Ketumbeine, Swahili: Mlima Kitumbeine) ist ein 2800 m hoher Schildvulkan im Longido-Distrikt im Nordosten der zu Tansania gehörenden Region Arusha.
Der Krater des Vulkans ist von Nordosten durch Erosion zerschnitten. Etwa ab 1900 m aufwärts ist der Kitumbeine von Höhenwald bedeckt.
Die Umgebung des Vulkans teilen sich drei Bezirke des Distrikts Longido, nämlich: Elang'ata Dapash, Kitumbeine und Iloirienito. Der Vulkan befindet sich in dem als Crater Highlands bekannten geografischen Gebiet und ist ein Schildvulkan, der zuletzt im Pleistozän ausbrach. Die Aktivität des Kitumbeine-Vulkans hielt offenbar während des gesamten Pleistozäns an.

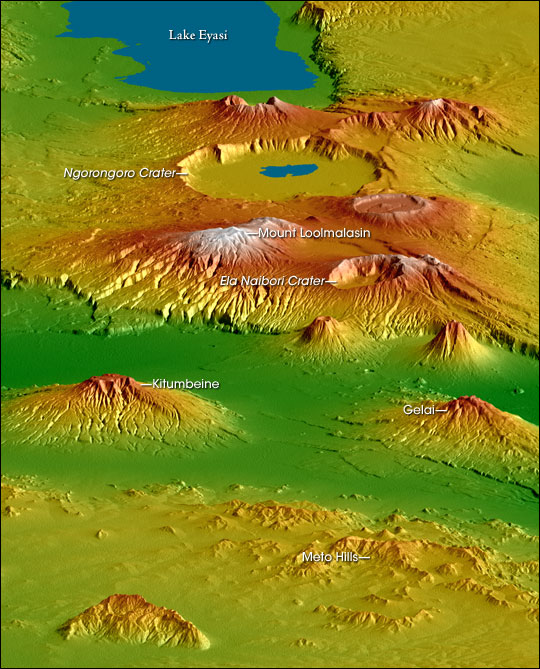
Topographische Karte der Crater Highlands. Der Kitumbeine links.

Um den Vulkan ist die Frosch-Art Strongylopus kitumbeine (auch: Kitumbeine-Stromfrosch) endemisch, der zur Familie der Pyxicephalidae gehört. Die Art bewohnt afromontane Wacholderwälder und Buschgrasland in Höhenlagen zwischen 2.100 und 2.800 m entlang semipermanenter und saisonaler Bäche und Teiche. Er kann auch in stark gestörten Wäldern überleben. Obwohl die Art innerhalb ihres begrenzten Verbreitungsgebiets häufig vorkommt, wurde sie aufgrund der Bedrohung durch die Beweidung und das Brandroden der Massai-Viehhalter sowie aufgrund ihres geringen Verbreitungsgebiets als gefährdete Art eingestuft.